# 現代ストイック
『現代ストイック』（げんだいストイック）は、2003年3月22日にリリースされたメリーの1枚目のオリジナルアルバム。発売元は劇薬レコード。2008年に復刻盤として、リマスタリングされた同アルバムが再発売された。次項以降で記載される通り、ジャケットが特殊（切り抜き加工）だったり収録曲に相違がある等、これまでに5パターンものバージョンが存在するアルバムである。

## 概要
メリーの初のフルアルバム。最初期に無料配布したMDから『路地裏哀歌』を再録バージョンで、また、シングル『個性派ブレンド』シリーズの2作品からそれぞれ2曲を収録している。
後に発売された『復刻盤』を含めると、このアルバムは全部で5パターンあり、それぞれにジャケット、発売日、収録内容、価格等が異なる。ちなみにアルバムケースは『2 CD』の刻印があり、ディスクが2枚納まるものが使用されているが、全種類1枚組仕様である。
|   | 発売日         | タイトル                               | 通称         | 品番       | 価格   | 相違点                                               |
| - | -------------- | -------------------------------------- | ------------ | ---------- | ------ | ---------------------------------------------------- |
| ① | 2003年3月22日  | 現代ストイック（日本青年館会場限定盤） | 日本青年館盤 | 品番なし   | 3143円 | *特殊ジャケット *隠しトラックA *この盤のみ曲順が違う |
| ② | 2003年4月13日  | 現代ストイック アタリ盤                | アタリ盤     | FFRE-002   | 3000円 | *通常ジャケット *隠しトラックB                       |
| ③ | 2003年4月13日  | 現代ストイック ハズレ盤                | ハズレ盤     | FFRE-002   | 3000円 | *通常ジャケット                                      |
| ④ | 2008年9月14日  | 復刻 現代ストイック（会場限定盤）      | 復刻会場盤   | FROCKA-020 | 3000円 | *特殊ジャケット *リマスタリング                      |
| ⑤ | 2008年10月10日 | 復刻 現代ストイック                    | 復刻盤       | FROCKA-020 | 3000円 | *通常ジャケット *リマスタリング                      |

## 収録曲

### 通常の曲順
1. 六本木ジャジー喫茶（ろっぽんぎジャジーきっさ）
  - 作曲：結生、郷三

スゥイング・ジャズ風のインスト曲。作曲した結生の父親がジャズが好きで、その影響を受けてできた曲。そのためクレジットに父親の名前も入れてある。ギター、ベース、ドラム以外の楽器は打ち込み音源である。
2. 黄昏レストラン（たそがれレストラン）
  - 作詞：ガラ / 作曲：結生

シングル『個性派ブレンド～黄昏編～』からのセレクト。メリーが得意とする哀愁ロックでメロディアスな曲。失恋を引きずる女性の心境を歌っており、歌詞の中で、相談を受けた女友達からのセリフも歌われている。
3. 頭がザクロ（あたまがザクロ）
  - 作詞：ガラ / 作曲：健一

ギターリフとシャウトが激しい曲。一転、サビはメロディアスになる。独特のリズムは健一の得意とする所。LIVEでも定番の1曲。「大人しい人ほどキレると怖い」を表現した曲。
4. ブルージー・ナイト
  - 作詞：ガラ / 作曲：結生

シャッフルで展開される哀愁ロックで、メンバー曰くアルバムで一番演奏難易度が高かった曲。ガラ本人の失恋実話が歌詞に入っている（TVを捨てて赤いソファーを買った等）。また、歌詞中にはメリーの楽曲のタイトルが何曲も隠されている。
5. ve-doro（ビードロ）
  - 作詞：ガラ / 作曲：結生

シングル『個性派ブレンド～黄昏編～』からのセレクト。ヘヴィロック調の曲で、メリー初期頃のLIVEでの定番曲。ガラ本人は造語のつもりでタイトルを付けたので、ガラス細工のビードロとは無関係である（ムックの逹瑯に指摘されて初めて気付いた）。
6. イエローガール
  - 作詞：ガラ / 作曲：健一

シングル『個性派ブレンド～純情・情熱編～』からのセレクト。いわゆるツンデレな性格の女性の視点での恋愛観を皮肉的に歌っている。
7. 路地裏哀歌（ろじうらエレジー）
  - 作詞：ガラ / 作曲：メリー

フォーク調のレトロック。メリー最初期に、500枚しか作成していないMDにしか音源がなかった曲を録り直した。当時の音源は健一が加入する前のものなので、メンバー5人全員で演奏され、音源化されたのはこれが初である。歌詞カードにはあるのに実際に歌われていない部分もあるが、それは歌詞の世界観を補完するためのもの。
8. ドラマティック・チルドレン
  - 作詞：ガラ / 作曲：健一

変則的なヘヴィロックで歌詞もたった4行しかないが、LIVEではうねるリズムに乗って暴れられる曲でもある。玩具のスライムのような粘着感を意識して歌詞とメロディーが付けられた。
9. やさしさ・キッド
  - 作詞：ガラ / 作曲：結生

アルバムの中でも屈指のストレートで勢いのある歌モノ。サビのコーラス部分が印象的だが、Bメロでの「僕だけを贔屓(ひいき)してください」の連呼はインパクトが大きい。自己中心的な男が自分にだけ優しくしてくれと言う様を描いている。
10. 陽の当たらない場所（ひのあたらないばしょ）
  - 作詞：ガラ / 作曲：結生

シングル『個性派ブレンド～純情・情熱編～』からのセレクト。パンク系の曲調。暗い歌詞ながら前向きになれる曲。現在もよく演奏される曲の一つで、サビにハモリコーラスが入っている。この曲にも歌われていない歌詞が歌詞カードに印刷されてあり、それを読むと、曲の捉え方が変わってみえるようになっている。
11. ピンク色の青春（ピンクいろのせいしゅん）
  - 作詞：ガラ / 作曲：結生

いきなりサビから始まる曲。レトロックな歌モノだがドラムパターンが豊富で、しっかりとしたドラム音を録る為にGargoyleのKATSUJIがチューニング・音作りに協力した。ガラ本人の被害妄想的な部分を前面に出した楽曲である。

### シークレットトラック
1. バイオレットハレンチ（LIVE Ver.）
  - 作詞：ガラ / 作曲：結生

ライブでも定番のメリーの代表曲。日本青年館盤のみの収録。『イエローガール』再生後に流れる。
2. スカル（LIVE Ver.）
  - 作詞：ガラ / 作曲：結生

初音源化される楽曲（後にアルバム『Beautiful&Freaks』でスタジオ録音され、正式に音源化された）。歌詞カードに表記がない上、ほぼ全てシャウトで歌われているものをLIVE録音で収録しているので歌詞の聞き取りはほぼ不可能。アタリ盤の『ピンク色の青春』再生後に流れる。ちなみにアタリ盤とハズレ盤の区別はCDを再生するまで分からない為、パッケージの状態(印刷など)で見分ける事はできない。アタリ盤、ハズレ盤共にハズレを引いてしまった人の心を静める為の注意文が封入されている。

### 日本青年館盤の曲順
1. 六本木ジャジー喫茶
2. やさしさ・キッド
3. 黄昏レストラン
4. 頭がザクロ
5. Ve-doro
6. ブルージー・ナイト
7. イエローガール　(同トラックにバイオレットハレンチ(LIVE Ver.)が続けて収録)
8. 路地裏哀歌
9. ドラマティック・チルドレン
10. 陽の当たらない場所
11. ピンク色の青春